# 玄海国定公園・恋の浦ガーデン
玄海国定公園・恋の浦ガーデン（げんかいこくていこうえんこいのうらガーデン）は、福岡県福津市に存在したレジャー施設である。

## 概要
当初は「玄海彫刻の岬・恋の浦」（げんかいちょうこくのみさきこいのうら）として1984年4月21日にオープン。110万平方メートルの広大な敷地に野外彫刻美術館、レストランなどがあった。しかし、バブル経済崩壊後は入園者が低迷し、2001年に温泉リゾート施設への転換を図った後、12月2日に閉園する。
2008年7月19日に、4駆のダートコースやオートキャンプなどの自然を楽しむ施設「玄海国定公園・恋の浦ガーデン」としてリニュアルオープンした。
2012年12月10日、オンロードサーキット「スピードパーク恋の浦」がオープン。以降はモータースポーツを中心とした新ジャンルのレジャー施設として内容を充実させていく。
2014年9月30日、4駆・バギーレンタル・オフロードコース体験、ドッグラン、手ぶらバーベキュー、オートキャンプ、レーシングカート、海水浴場などを廃止。オフロードコースの一部はスピードパーク恋の浦のダートトライアルコースに統合された。
以後は、ガーデンの閉園跡地を利用して、モータースポーツ以外のイベントを開催する団体や業者の為の施設としても運用されていた。
2022年12月31日、新オーナーと交渉できず閉鎖となる。
スマホゲーム「Pokémon GO」で不法侵入が絶えなかった。

## かつての入園料
- 中学生以上500円、3歳～小学生300円[3]

## 主なアトラクション
- 4駆・バギーレンタル・オフロードコース体験[3]
- ドッグラン[3]
- 手ぶらバーベキュー[3]
- オートキャンプ[3]
- レーシングカート[3]
- 海水浴場[3]
- 彫刻の森[3]